# Oregon Convention Center
Oregon Convention Center – obiekt wielofunkcyjny znajdujący się w Portlandzie w stanie Oregon.
Otwarcie hali nastąpiło w 1990 roku, a jej rozbudowanie przypadło na rok 2003. Całkowita powierzchnia budynku wynosi 93 000 m².
Obiekt zlokalizowany po drugiej stronie rzeki Willamette, jest największym na północno-zachodnim Wybrzeżu. Nadaje się on również do organizowania imprez sportowych, czego przykładem są zorganizowane halowe mistrzostwa świata w lekkoatletyce w 2016 roku.